# Odznaka Honorowa Polskiego Związku Krótkofalowców
Odznaka Honorowa Polskiego Związku Krótkofalowców – wyraz uznania Polskiego Związku Krótkofalowców dla osób lub instytucji zasłużonych na polu realizacji zadań statutowych i rozwoju PZK. Nadawana jest przez Zarząd Główny PZK. Ma postać znaczka organizacyjnego w barwie naturalnej metalu otoczonego liśćmi laurowymi.
Posiadaczem odznaki z numerem 001 był prof. Janusz Groszkowski – pierwszy prezes PZK.
Członek Polskiego Związku Krótkofalowców szczególnie zasłużony w długoletniej, aktywnej działalności na rzecz PZK może zostać uhonorowany Złotą Odznaką Honorową PZK. Warunkiem jej nadania jest posiadanie Odznaki Honorowej PZK przez co najmniej 5 lat, a w przypadku członków PZK udokumentowany 30-letni nieprzerwany staż członkowski.